# Intersexualidad en España
En España, las personas intersexuales se enfrentan a problemas a los que no se enfrenta la sociedad en general.
Desde el 16 de febrero de 2023, la Ley trans permite la autodeterminación de género en el territorio nacional para mayores de 16 años, no estando esta sujeta a un diagnóstico de disforia de género o a una autorización judicial.  
Las personas intersexuales critican las operaciones de modificación genital en la infancia, pero esta fue prohibida en España tras la aplicación de la Ley trans. Respecto a la discriminación, la Ley integral para la igualdad de trato y no discriminación, conocida como «ley Zerolo», introdujo amplias protecciones para personas LGBT+.

## Historia
A lo largo de la historia de España, la opinión de la sociedad hacia las personas intersexuales fue variada, aunque siempre destacó el desconocimiento y la superstición sobre el tema.
Durante la dominación del imperio romano, la tradición decía que las personas nacidas con genitales ambiguos eran monstruos que debían ser asesinados en una ceremonia de purificación, y que eran señales de mal augurio. Sin embargo, durante la época de la dominación de Hispania existían normas distintas, y se les permitía casarse.
Con respecto al dominio del Califato Omeya de la península ibérica, en la Edad Media los musulmanes reconocían la existencia de las personas intersexuales, conocidos como khuntha (en árabe: خنثى‎) y, en aquellos casos en los que su sexo no fuese ambiguo, se les consideraría del sexo predominante, y en caso de no se pudiese determinar se les consideraba como un tercer sexo. Sin embargo, la ley sharia tenía distintas reglas para hombres y para mujeres (como por ejemplo en el caso de las herencias) y, en ocasiones, era necesario investigar la anatomía del khuntha para determinar si debía seguir las normas de los hombres o de las mujeres.
Durante la Edad Media, la doctrina de la Iglesia católica decía que sólo existen dos sexos; hombre y mujer y, por tanto, las personas intersexuales que no eran ambiguas se consideraban del sexo al que se parecían más, y las personas con genitales ambiguos tenían que elegir un sexo y atenerse a él. Los intersexuales debían cumplir con las normas del sexo elegido de la época.
Por ejemplo, si el intersexual elegía el sexo masculino, el hecho de mantener relaciones con otro hombre estaría penado por sodomía y, si elegía el sexo femenino, lo que sería ilegal sería mantener relaciones con una mujer, pero con un hombre estaría bien.
Durante el siglo XVI, fue famoso el caso de Elena de Céspedes, persona que se hizo pasar por hombre para ejercer de cirujana. Existe cierto debate sobre si realmente era intersexual o si era transgénero. Cuando nació, sus padres la identificaron como mujer, y se casó con un hombre, pero posteriormente se cambió el nombre a Eleno y se casó con una mujer. En su defensa ante la Inquisición declaró que había nacido con genitales femeninos y masculinos, pero el tribunal consideró que había utilizado sus conocimientos de medicina para alterárselos ella misma. Por ello, fue condenada a doscientos latigazos y a trabajar en un hospital sin remuneración durante diez años.
La primera persona que fue registrada como intersexual en España fue Fernanda Fernández de Zújar, en el siglo XVIII. Tenía un aspecto femenino y sus padres la identificaron como una mujer pero, a los 32 años, tras haber ejercido 14 años de monja, se le realizan diversos exámenes médicos y se decide que era un hombre, ya que sus genitales no se correspondían a los de una mujer. Por lo tanto, se le anularon los votos y comenzó a vestir como un hombre.

Durante el siglo XIX hubo un caso de un asesino en serie llamado Manuel Blanco Romasanta, el cual hoy se especula que era intersexual. Cuando nació, sus padres no tenían claro el sexo del bebé, por lo que se le asignó el sexo femenino y se le llamó Manuela pero, a los ocho años, se le inscribió como hombre en un registro parroquial. Algunos historiadores describieron sus facciones como femeninas.
También se perseguía la intersexualidad durante el franquismo. Destaca la historia de Florencio Pla Meseguer, un pastor que se volvió maquis tras recibir abusos por parte de la Guardia Civil.

## Problemas comunes
Entre los problemas más importantes destacan:

### Modificación genital
En España, la modificación genital en intersexuales es legal y está financiada por el estado mediante el Sistema Nacional de Salud pública (SNS) Desde 2023, esta se encuentra prohibida en menores de 12 años, y solo es accesible desde los 12 a los 16 si lo solicita el menor y se considera que está «capacitado» por su edad y grado de madurez.
Las razones que motivan esta cirugía son variadas, y destacan los motivos estéticos, la creencia de que la posesión de genitales atípicos no les permitirá adaptarse correctamente a la sociedad ni mantener relaciones afectivas. En algunos casos, se precisa un seguimiento médico que incluya marcadores tumorales debido a que algunas condiciones que producen la intersexualidad pueden provocar una mayor incidencia de desarrollar cáncer. Sin embargo, no existe evidencia científica contundente que permita establecer que la cirugía reduce el riesgo de desarrollar cáncer salvo para casos específicos, y esta puede conllevar riesgos asociados como daño en el sistema nervioso periférico o dependencia crónica al tratamiento por terapia hormonal sustitutiva.
Hasta el año 2023, existían varias comunidades autónomas (Madrid,Aragón, las Islas Baleares y la Comunidad Valenciana) que poseían leyes que prohibían la modificación genital en menores intersexuales si no hay riesgos médicos. A partir del año 2023 con la introducción de la Ley trans, esta prohibición es aplicable a todo el territorio nacional. Antes de la introducción de esta ley, se elaboraron también anteproyectos de ley en las Islas Canarias, en Asturias y en Cantabria, pero ninguno llegó a pasar los trámites legislativos para su aprobación.

### Reparaciones
España no tiene ningún tipo de sistema de reparación o indemnización a las víctimas de la modificación genital intersexual.
Además, ninguna persona que haya ido a los tribunales para denunciar estos procedimientos ha ganado el juicio. Esto se debe a que pueden tener dificultades para obtener su historial médico, y en algunas ocasiones, los médicos pueden decidir ocultar a los padres del paciente, o pedirle a los padres que le oculten al niño el diagnóstico de la condición que le produjo la intersexualidad, o incluso la operación que recibió.[cita requerida]

### Reconocimiento legal

Países de Europa que permiten la autodeterminación de género:
Autodeterminación completa
Autodeterminación sujeta a una autorización judicial

Para las personas intersexuales, el reconocimiento legal trata más sobre el derecho a cambiar el género con el que se les identifica legalmente y a tener capacidad de autodeterminación sobre el tema. Las organizaciones a favor de los derechos de los intersexuales están en contra de clasificarlos como un tercer género, ya que consideran que los segrega y produce estigma.
Es bastante común que a una persona intersexual se le asigne un sexo al nacer pero que, según va madurando (sobre todo al entrar en la pubertad), desarrolle características del sexo contrario. En estos casos, el sexo asignado durante el nacimiento puede ser inadecuado, ya que las características físicas (y posiblemente el género) de esta persona se corresponderán más a las del sexo opuesto. La Ley trans de 2023, sin embargo, introdujo la posibilidad de no registrar el sexo en el primer año desde el nacimiento de un bebé intersexual.
La ley española no reconoce la existencia de géneros no binarios. Algunas personas intersexuales no se identifican como género masculino o femenino y desean que se les reconozca como un tercer género.

### Protecciones contra la discriminación
A menudo, a pesar de que una persona parezca de un sexo y tenga documentos que la identifiquen como de ese sexo, su aspecto de características más neutras puede producir que no tenga los mismos derechos que una persona que no sea intersexual. Las personas intersexuales son vulnerables al acoso escolar y a una mayor tasa de pobreza.

#### Aborto selectivo
En la actualidad, existen pruebas que permiten detectar la presencia de ciertas condiciones en el feto, como la hiperplasia suprarrenal congénita, por lo que se puede saber si el niño va a ser intersexual antes del nacimiento. Debido a esto, muchos padres deciden abortar antes de que el niño nazca. Estos abortos selectivos no se consideran éticos, por lo que algunas ONGs, así como el Comité de Ministros del Consejo de Europa, han pedido la prohibición de estas pruebas.

## Organizaciones por los derechos de las personas intersexuales
En España, existen diversas organizaciones que defienden los derechos de las personas intersexuales, según el tipo de condición que tengan. Entre estas organizaciones destacan GrApSIA (AISSG España), la asociación española de Hiperplasia Suprarrenal Congénita, AMAR y Caminar Intersex Oii Europe 
Además, también existe el proyecto mexicano Brújula Intersexual, el cual difunde noticias relacionadas con la intersexualidad en español, incluidas noticias sobre asuntos que ocurren en España, e intenta informar sobre el tema.